# Jens Christian Svabo
Jens Christian Svabo, né en 1746 à Miðvágur, dans l'île féroïenne de Vágar, et mort le 14 février 1824 à Tórshavn, la capitale des îles Féroé, fut le premier érudit à s'être intéressé au féroïen. Il est considéré comme le fondateur de la lexicographie de cette langue et l'un des ethnologues pionniers de l'étude de la société féroïenne.

## Biographie
Fils du pasteur Hans Christophersen Svabonius (1702-1764) et de sa femme Armgard Maria Samuelsdatter, née Weyhe, Jens Christian Svabo commença par suivre l'enseignement paternel, puis fréquenta l'"école latine" de Tórshavn. Le 30 juillet 1762, il en réussit l'épreuve terminale, obtenant la mention "bien" (bene). Comme son condisciple, le futur naturaliste Nikolaj Mohr, de quelques années son aîné, il fut interrogé sur le catéchisme, les Positiones de Wöldike, la logique, l'ontologie, la cosmologie, la théologie naturelle, l'éthique, la politique, l'histoire universelle, le premier livre des Éléments d'Euclide, des auteurs latins (Cornelius Nepos, Quinte-Curce et Salluste) et le Nouveau Testament en grec. Les deux condisciples s'inscrivirent ensemble à l'université de Copenhague. Pensionnaires du Collège royal (Regensen), ils étudièrent avec ardeur, non pas la théologie comme l'avaient fait tous leurs prédécesseurs féroïens, mais les sciences naturelles et l'économie, dans l'esprit des Lumières. Par manque de moyens, ils ne purent toutefois pas aller au-delà de l'examen de philosophie, qu'ils passèrent en 1769.
À Copenhague, Svabo poursuivit aussi son apprentissage musical, entamé dans l'archipel. Violoniste, il composa également des chansons: en 1928, on en découvrit dans le grenier (attic&&&) de sa maison, à Tórshavn, un recueil manuscrit, qui est actuellement conservé à la Bibliothèque nationale féroïenne (Føroya Landsbókasavn).
Durant ses études, Svabo travailla également à son projet de dictionnaire de la langue purement orale qu'était resté jusqu'alors le féroïen. Par la suite, il devait étoffer abondamment cette ébauche et en réaliser plusieurs copies manuscrites - cinq des sept exemplaires qui doivent en avoir existé nous sont parvenus. Il fallut attendre près de deux siècles, en 1966, pour que le philologue féroïen Christian Matras donne une édition imprimée de ce Dictionarium Færoense trilingue (féroïen, danois et latin).
Une centaine d'années après les travaux lexicographiques de Svabo, Svend Grundtvig avait déjà utilisé ses manuscrits comme base de son Lexicon Færoense (1887-1888), lequel servit à son tour de point de départ à d'autres dictionnaires du féroïen, tels ceux de Jakob Jakobsen (1891), Christian Matras (1961) ou Jóhan Hendrik Winther Poulsen (1998).
Absorbé par cette entreprise linguistique fort peu rémunératrice, le jeune étudiant zélé et doué qu'était Svabo en vint à négliger les études qui eussent été bien utiles pour assurer sa subsistance, vu la précarité de sa situation.
Il posa sa candidature à plusieurs charges, notamment en Norvège mais ne put réunir les fonds requis en garantie. En 1771 et 1772, il occupa un emploi de précepteur auprès du comte Gustav Holck-Winterfeldt.
Il publia en 1773 un opuscule intitulé Brève instruction économique sur le salage de la morue, le porc, les pommes de terre et les jardins, tirée d'autres auteurs, à l'usage des agriculteurs féroïens (Kort ekonomisk Underretning om Kiødsaltning, Sviin, Kartofler og Haver. Uddragne af andre til den færøske Landmands Nytte). En 1775, il put dégager des ressources pour un voyage à Londres. En 1779, il fit paraître deux dissertations sur la chasse aux marsouins et les bancs de poissons.
C'est mandaté par le roi du Danemark Christian VII qu'il revint dans son archipel natal durant les années 1781 et 1782, afin de rassembler les informations nécessaires pour en faire la description géographique, inventorier ses ressources naturelles et évaluer l'état de son économie. Il s'acquitta de cette tâche avec autant de diligence que de circonspection. Illustré de multiples croquis, son rapport de mission Rapport d'un voyage aux Féroé en 1781 et 1782 (Indberetninger, indhentede paa en allernaadigst befalet, Reise i Færøe i Aarene 1781 og 1782 ved Jens Kristian Svabo) est actuellement conservé aux Archives du Royaume et n'occupe pas moins de sept volumes in-quarto. Des dissensions au sein du gouvernement firent avorter le projet de réaliser une version imprimée de ce travail et Svabo ne réussit à en faire publier qu'un seul chapitre, la "Brève description des ports et mouillages des îles Féroé" (En kort Beskrivelse over de færøeske Havne og Ankerpladse), en 1785. Son manuscrit fut cependant l'une des sources auxquelles puisa Jørgen Landt pour rédiger la monographie qu'il consacra en 1800 à l'archipel et, en 1959, il fut imprimé en fac-similé.
L'innovation majeure du voyage d'étude de Svabo dans sa patrie fut qu'il consigna par écrit des exemples de ces ballades féroïennes, dont certaines, comme celles consacrées au héros germanique Siegfried, sont d'une haute antiquité: il recueillit ainsi pas moins de cinquante deux de ces chants populaires, adoptant, pour les noter, une orthographe assez phonétique, fort différente de celle de type étymologique que fit prévaloir Venceslaus Ulricus Hammershaimb. Le prince héritier du Danemark, le futur Frédéric VI, acquit un exemplaire de sa collection, formant trois pittoresques volumes in-quarto, et en fit don à la grande bibliothèque royale, Svabo étant gratifié, pour avoir préservé ce trésor poétique, de la somme de 50 Reichstaler danois (soit 2 par feuillet!). En 1814, une pièce de sa collection, consacrée à Charlemagne, parut dans un anthologie suédoise de chants populaires scandinaves et fut tout à la fois la première ballade féroïenne et le premier texte en féroïen qui aient jamais été publiés. Compilé sur ce corpus par ses soins, nous possédons un Glossaire de mots et expressions tirés des anciennes chansons féroïennes, restitués en latin et danois et comparés avec l'islandais essentiellement et d'autres langues sporadiquement par J. Chr. Svabo (Collectio vocum et phrasium ex carminibus færoensibus antiquis, quas latine et danice redditas, cum Islandico præsertim et hic illic aliis cum linguis contulit J. Chr. Svabo).
Si Svabo s'employa avec tant d'empressement à collecter le vocabulaire du féroïen et à transcrire les témoignages de sa littérature orale, c'est parce qu'il était persuadé qu'il était voué à une disparition rapide face au danois, à l'instar du norne des Shetland et des Orcades ou du cornique, qui venaient de s'éteindre. Il est vrai qu'à l'époque, l'archipel ne comptait guère plus de 5 000 habitants, qu'il avait perdu toute autonomie et que son économie était anémiée par le monopole commercial danois. Paradoxalement, son œuvre, qu'il pensait relever du sauvetage d'urgence et qu'il ne parvint jamais à faire publier, s'avéra être le point de départ du mouvement par lequel le féroïen, de simple idiome vernaculaire, devint une langue écrite et évinça progressivement le danois dans tous les domaines (enseignement, administration, religion, culture, etc.).
Revenu très endetté de son expédition aux îles Féroé, Svabo tomba malade et, après plusieurs années passées à lutter vainement contre la pauvreté, dut renoncer à tous ses projets d'avenir, dès lors qu'il vit se fermer les perspectives de carrière qu'on lui avait fait miroiter. C'est déçu et amer qu'en 1800, il quitta la capitale danoise et se retira pour le reste de son existence aux îles Féroé, où il vécut dans un pénible dénuement à Tórshavn, ne percevant que de temps à autre un modeste secours de la Caisse des pauvres du département des finances et dépendant pour le reste de la générosité de sa parentèle.
Jens Christian Svabo mourut célibataire, le 14 février 1824, à Tórshavn.

## Œuvres
- Christian Matras (éd.): Svabos færøske visehaandskrifter, Copenhague, Gyldendal, 1939, 535 pp. (Samfund til Udgivelse af Gammel Nordisk Litteratur; 59) – "Les manuscrits de Svabo sur les ballades féroïennes" (Association pour l'édition de la littérature scandinave ancienne, vol. 59).
- id.: Svabos glossar til færøske visehaandskrifter, Copenhague, 1943, 85 pp. - (Samfund til Udgivelse af Gammel Nordisk Litteratur; 60) – "Le glossaire de Svabo sur les manuscrits des chansons féroïennes".
- id.: Dictionarium Færoense - færøsk-dansk-latinsk ordbog, Copenhague, Munksgaard, 1966-1970, 2 vol. (Færoensia, Textus & investigationes, 7-8) – "Dictionnaire féroïen – Dictionnaire féroïen-danois-latin".
- Jens Christian Svabo, Indberetninger fra en Reise i Færøe 1781 og 1782, Selskabet til udgivelse af færøske kildeskrifter og studier, Copenhague, C.A. Reitzels Boghandel, 1976, 497 pp. – "Rapport d'un voyage aux Féroé en 1781 et 1782", édition en fac-similé par N. Djurhuus.

## Études
- Reidar Djupedal: Jens Christian Svabo. Tórshavn, 1957-69. - 144 pp.